# Municipio de Troy (Carolina del Norte)
El municipio de Troy (en inglés: Troy Township) es un municipio ubicado en el  condado de Montgomery en el estado estadounidense de Carolina del Norte. En el año 2010 tenía una población de 6.270 habitantes.

## Geografía
El municipio de Troy se encuentra ubicado en las coordenadas 35°21′34.51″N 79°53′43.16″O / 35.3595861, -79.8953222.